# Pflegamt Wernfels-Spalt

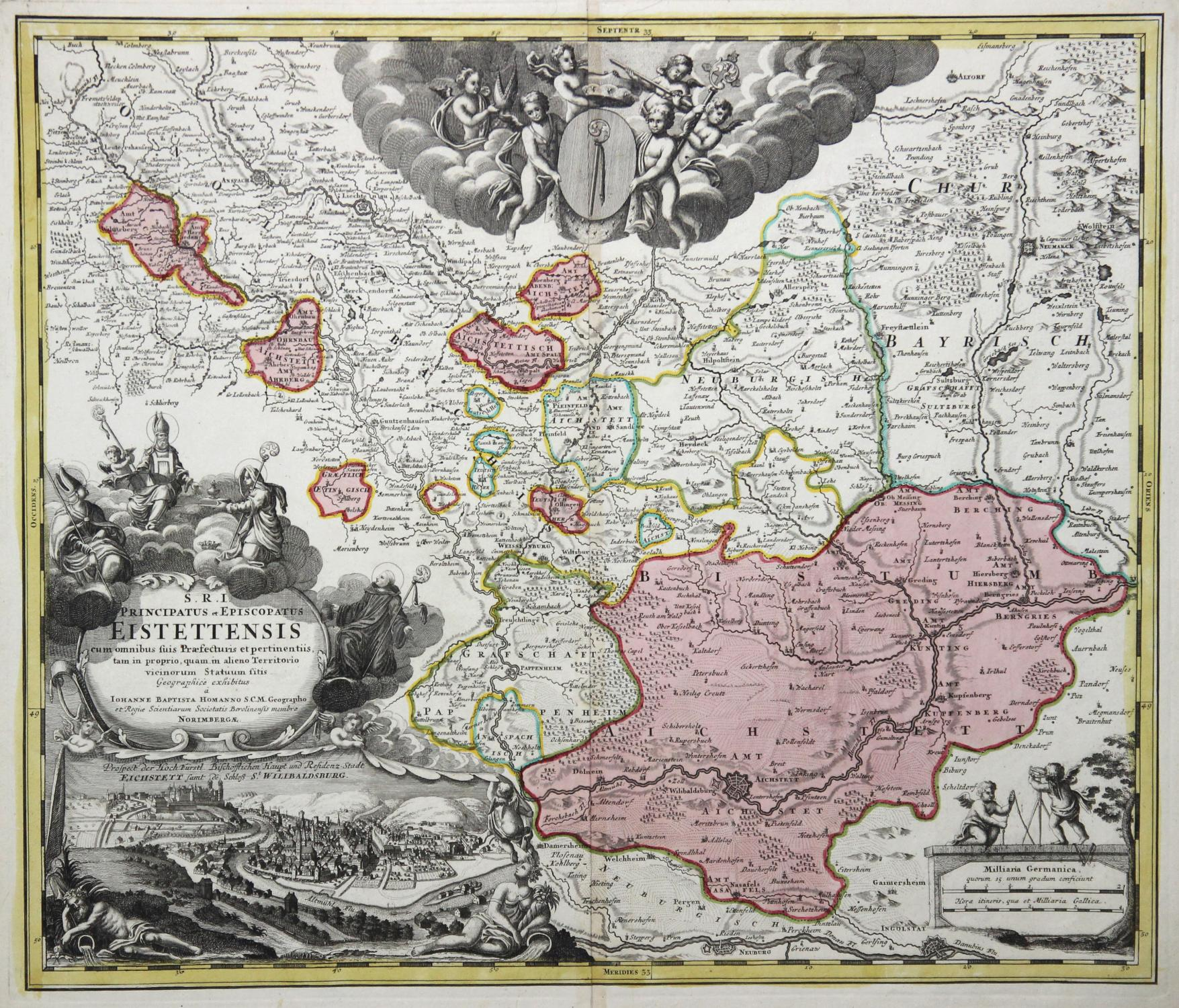
Karte des Hochstifts Eichstätt um 1717

Das Pflegamt Wernfels-Spalt war ein Amtsbezirk des Hochstifts Eichstätt mit Sitz in Wernfels (Pfleger) und Spalt (Kastner).

## Geschichte
Die Errichtung eines eichstättischen Territoriums am Mittellauf der Fränkischen Rezat geht auf den Bischof Reinboto (1279–1297) zurück. 1284 kaufte dieser von Albert Rindsmaul (Adelsgeschlecht) die Burg Wernfels samt Zugehörungen für 1000 Pfund Heller. Das Lehensrecht hatte Eichstätt schon zuvor von den Nürnberger Burggrafen erworben. 1294 erwarb derselbe Bischof durch Tausch mit dem Regensburger Bischof Heinrich II. die Lehensrechte über Spalt samt Zugehörungen. Dafür erhielt der Bischof Fünfstetten. Die Nürnberger Burggrafen, die 1272 von Regensburg belehnt wurden, konnten Ansprüche bis 1314 gegenüber Eichstätt geltend machen. Spätestens 1510 kam es zur Zusammenlegung der Ämter Wernfels und Spalt.
Gegen Ende des 18. Jahrhunderts lässt sich das Pflegamt Wernfels-Spalt folgendermaßen beschreiben:
Die Landesherrschaft (Hochgericht, Niedergericht außerhalb des Etters, Kirchenhoheit, Steuerhoheit, Dorf- und Gemeindeherrschaft u. a.) erstreckte sich über Egelmühle, Großweingarten, Güsseldorf, Hagsbronn, Höfstetten, Hohenrad, Hügelmühle, Massendorf, Mosbach, Spalt, Steinfurt, Stiegelmühle, Theilenberg, Untererlbach, Wasserzell und Wernfels. In Gersbach, Obererlbach und Wassermungenau (zusammen mit Kastenamt Windsbach) hatte es die Dorf- und Gemeindeherrschaft inne. Diese berechtigte sie zum Niedergericht innerhalb des Etters. Das Hochgericht übte jedoch das Oberamt Gunzenhausen (Obererlbach) bzw. das Kasten- und Stadtvogteiamt Windsbach (übrige Orte) aus.
Das Pflegamt Wernfels-Spalt wurde zugunsten Bayerns 1803 säkularisiert und fiel im selben Jahr an den Gunzenhäuser Kreis des Fürstentums Ansbach (Hauptlandesvergleich Bayern/Preußen), mit welchem es 1806 (Vertrag von Paris) endgültig durch Tausch an das Königreich Bayern gelangte.

## Grundherrschaften
Die Grundherrschaften wurden vom Kastenamt Spalt verwaltet (in Klammern ist die Zahl der Anwesen angegeben):
- Unmittelbar: Bremenhof (1), Dematshof (3), Egelmühle (1), Eichenberg (3), Gersbach (5), Gräfensteinberg (8), Großweingarten (50), Güsseldorf (4), Hergersbach (2), Hessenmühle (1), Höfstetten (1), Hohenrad (1), Hügelmühle (1), Igelsbach (1), Kalbensteinberg (?), Käshof (1), Massendorf (4), Mitteleschenbach (57), Mosbach (12), Nagelhof (?), Neumühle (?), Obererlbach (33), Rohr (1), Schnittling (?), Schwabenmühle (1), Seitersdorf (3), Spalt (229), Steinfurt (1), Stiegelmühle (1), Stixenhof (1), Theilenberg (13), Thierhof (1), Thonhof (1), Trautenfurt (?), Wassermungenau (15), Wasserzell (1), Wernfels (31), Winkelhaid (2).
- Mittelbar: Heilig-Geist-Spital Eichstätt: Güsseldorf (1); Vereinigte Kollegiatstifte St. Emmeram und St. Nikolaus zu Spalt: Beerbach (7), Fünfbronn (?), Georgensgmünd (1), Gräfensteinberg (2), Großweingarten (5), Igelsbach (8), Massendorf (2), Neuses bei Windsbach (1), Obersteinbach ob Gmünd (3), Ramsberg (1), Rohr (1), Seitersdorf (3), Spalt (3), Stirn (3), Suddersdorf (1), Untereschenbach (1), Unterhöhberg (1), Veitserlbach (2), Wasserzell (3), Wernsbach (1), Winkelhaid (1), Wolfsau (1); Stadtpfarrkirche Spalt: Obersteinbach ob Gmünd (1); Kirche Theilenberg: Theilenberg (2), Wernfels (1); von Welser: Plöckendorf (1).

In einigen Orten waren auch Fremdherren begütert.